# Neoduma
Neoduma is een geslacht van vlinders van de familie spinneruilen (Erebidae), uit de onderfamilie Arctiinae.

## Soorten
- N. albida Rothschild, 1913
- N. albisparsa Hampson, 1914
- N. camptopleura Turner, 1940
- N. caprimimoides Rothschild, 1912
- N. cretacea Hampson, 1914
- N. ectozona Hampson, 1918
- N. plagosus Rothschild, 1912
- N. simplex Pagenstecher, 1900
- N. strongyla Turner